# 博羅姆利亞河
博羅姆利亞河（烏克蘭語：Боромля）是烏克蘭東北部的河流，屬於沃爾斯克拉河的右支流。該河發源自維德尼夫卡西部，流經蘇梅州的蘇梅區和奧赫特爾卡區，河道全長50公里。